# نیدراو
نایدراو (به آلمانی: Niederau) یک شهر  در آلمان است که در مایسن واقع شده‌است. نایدراو ۴٬۱۸۶ نفر جمعیت دارد.

## خواهرخوانده
شهر هیرشبرگ ان در برگشتراسه خواهرخواندهٔ نایدراو هست.